# Igor Sloejev
Igor Denisovitsj Sloejev (29 augustus 1999) is een Russische snowboarder.

## Carrière
Bij zijn wereldbekerdebuut, in december 2018 in Carezza, scoorde Sloejev direct wereldbekerpunten. In december 2019 stond hij in Cortina d'Ampezzo voor de eerste maal in zijn carrière op het podium van een wereldbekerwedstrijd. Op 9 januari 2021 boekte de Rus in Scuol zijn eerste wereldbekerzege. Op de FIS wereldkampioenschappen snowboarden 2021 in Rogla eindigde Sloejev als negende op de parallelreuzenslalom en als 36e op de parallelslalom.

## Resultaten

### Wereldkampioenschappen
| Jaar | Plaats | Resultaten                                 |
| ---- | ------ | ------------------------------------------ |
| 2021 | Rogla  | 36e Parallelslalom 9e Parallelreuzenslalom |

### Wereldbeker
Eindklasseringen
| Seizoen   | PAR | PGS | PSL |
| --------- | --- | --- | --- |
| 2018/2019 | 42e | 35e | –   |
| 2019/2020 | 15e | 8e  | 33e |

Wereldbekerzeges
| Datum          | Plaats | Onderdeel            |
| -------------- | ------ | -------------------- |
| 9 januari 2021 | Scuol  | Parallelreuzenslalom |